# Saint-Léger-le-Petit
Saint-Léger-le-Petit é uma comuna francesa na região administrativa do Centro, no departamento Cher. Estende-se por uma área de 10 km². Em 2010 a comuna tinha 356 habitantes (densidade: 35,6 hab./km²).